# Hondurese gemeente

Gemeenten van Honduras

De 18 departementen van Honduras zijn verdeeld in 298 gemeenten (Spaans: municipalidades). Gemeenten hebben gekozen burgemeesters (alcalde), in tegenstelling tot de aangestelde gouverneurs van departementen.
Voor statistische doeleinden zijn de gemeenten in Honduras verder onderverdeeld in 3731 dorpen (aldeas), en deze weer in 27.969 gehuchten (caserios). Op het laagste niveau zijn sommige caserios onderverdeeld in 3336 barrios or colonias (wijkniveau).